# Vergaserkraftstoff
Vergaserkraftstoff (abgekürzt VK, Vk) ist eine neben Ottokraftstoff benutzte Bezeichnung für den Kraftstoff Benzin, der in Verbrennungsmotoren zur Energieumwandlung verbrannt wird.
In der DDR wurde diese Bezeichnung – technisch bedingt aufgrund des Nichtvorhandenseins von Autos mit Ottomotoren mit Kraftstoffeinspritzung – als einzige verwendet. Tatsächlich bezeichnet der Begriff aber Kraftstoff mit niedriger Oktanzahl, vor allem für Motoren mit Fremdzündung, welche größtenteils den Kraftstoff als Gemisch mit der Verbrennungsluft durch einen Vergaser zuführen. Der Begriff Vergaserkraftstoff wurde bereits vor dem Zweiten Weltkrieg verwendet.
Die Abkürzung VK war in der DDR in Verbindung mit der Oktanzahl Bestandteil der Sortenbezeichnung für Kraftstoffe an den Tankstellen, z. B. VK79 (bis zur Einstellung der Produktion in den 1980er Jahren), VK88 („Normal“), VK92 („Extra“ ab den 1980er Jahren), VK94 ("Sonder-VK" zugunsten von „Extra“ in den 1980er Jahren aufgegeben) und VK96 („Super“)..
Die Bezeichnung Vergaserkraftstoff wird seit der Wiedervereinigung in Ostdeutschland zunehmend durch den präziseren Begriff Ottokraftstoff verdrängt, da ein Vergaser nicht notwendigerweise Bestandteil eines fremdgezündeten Verbrennungsmotors ist. Im sonstigen deutschen Sprachraum war der Begriff aufgrund der technischen Entwicklung bei den Autos schon länger in den Hintergrund getreten.